# Canal des Ardennes
Het Canal des Ardennes  (Ardennenkanaal) is een kanaal in het noordoosten van Frankrijk dat het stroomgebied van de Maas verbindt met dat van de Seine. Het kanaal is circa 88 kilometer lang en loopt geheel door het departement Ardennes, tussen de Maas bij Pont-à-Bar en de Aisne bij Vieux-lès-Asfeld.
Het Canal des Ardennes is aangelegd tussen 1823 en 1831 om een kortere scheepvaartverbinding tussen België en de regio van Parijs te creëren. Om de hoogteverschillen in dit heuvelachtige gebied zo eenvoudig mogelijk te overbruggen is het kanaal zo veel mogelijk langs bestaande rivieren aangelegd: tussen Pont-à-Bar en Tannay loopt het parallel aan de Bar, die hier door een nauw, kronkelend dal loopt. Als afkorting op het slingerende traject van deze rivier is er bij Saint-Aignan een tunnel door de heuvels aangelegd: de Tunnel van Saint-Aignan. Tussen Semuy en Vieux-lès-Asfeld loopt het kanaal parallel aan de Aisne. Tussen de twee rivierdalen (tussen Tannay en Semuy, ter hoogte van Le Chesne) overbrugt het kanaal de waterscheiding tussen de stroomgebieden van de Maas en de Seine, die hier wordt gevormd door de Argonne. Het kanaal bereikt hier een hoogte van 165 meter boven zeeniveau en daalt vervolgens door middel van 37 sluizencomplexen af tot 60,55 meter hoogte bij het eindpunt. In totaal telt het kanaal 44 sluizen.
Het kanaal heeft bij Semuy een zijtak naar Vouziers.